# Lee Valley VeloPark

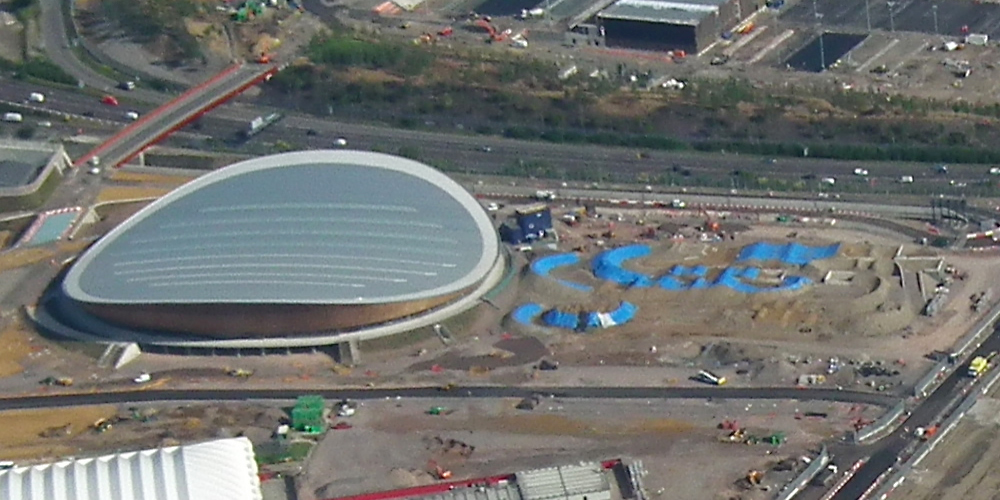
Der Velopark mit Velodrome und BMX-Außenanlage.

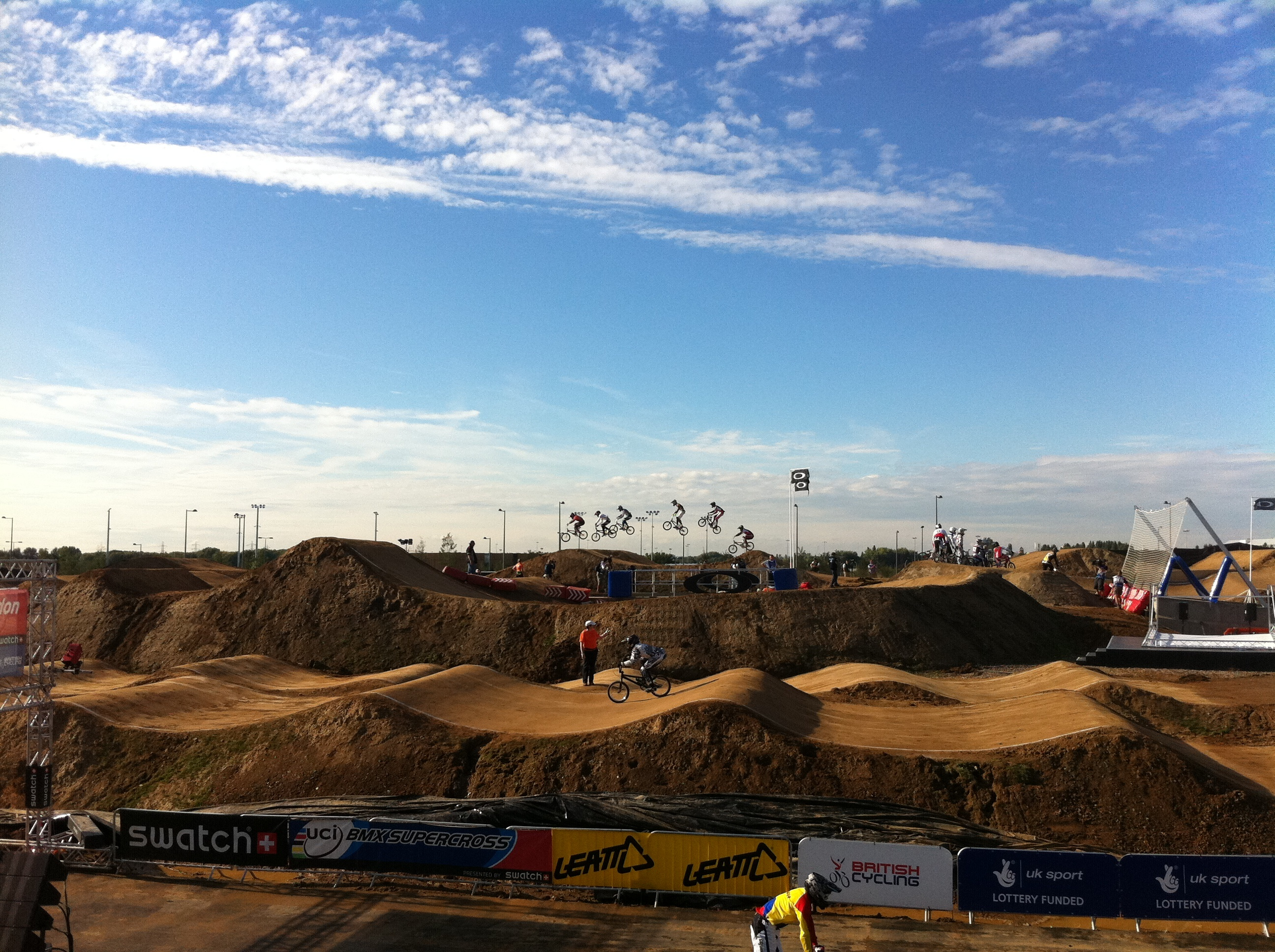
BMX-Parcours beim olympischen Testwettkampf

Der Lee Valley VeloPark ist ein Radsport-Zentrum an der Marshgate Lane im Stadtteil Stratford, Newham, Greater London im Olympiapark und war Austragungsort der Olympischen Spiele 2012 und der Paralympics 2012. Geplant wurde der Park von Hopkins Architects Partnership LLP (Sir Michael Hopkins und Lady Patricia Hopkins) und Grant Associates (Landschaftsarchitekten).
Zum Velopark gehören das Lee Valley Velodrome und eine BMX-Außenanlage. Baubeginn für das Velodrom war im Jahr 2009, die Fertigstellung erfolgte im Februar 2011. Es bietet 6000 Zuschauern Platz. Die BMX-Anlage wurde von Frühling bis Sommer 2011 gebaut und ist etwa 400 m lang. Für diese BMX-Anlage entstanden 6000 temporäre Sitzplätze, die nach Ende der Olympischen Spiele wieder abgebaut wurden. Nach Abschluss der olympischen und paralympischen Wettbewerbe wurde der Velopark ausgebaut, hinzu kamen ein Cross-Country-Kurs für Mountainbike und ein ca. 1,6 km langer Straßenradsport-Kurs. Die Anlage wurde Anfang April 2014 für die öffentliche Nutzung und als Trainingszentrum für Sportvereine geöffnet.
Im Velopark wurden während der Olympischen Spiele die Wettbewerbe im Bahnradsport und im BMX ausgetragen sowie bei den Paralympics die Wettbewerbe im Bahnradsport.